# ラジオ京都物語
わかさ生活 ラジオ京都物語（わかさせいかつ ラジオきょうとものがたり）は、ニッポン放送、京都放送（KBS京都ラジオ）などで、2005年10月から2006年3月まで放送していたラジオ番組である。わかさ生活の一社提供だった。茨城放送・栃木放送・ラジオ沖縄でもネットされていたが、それらではノンスポンサーであった。ただし、提供クレジットはそのまま放送した。放送は、KBS京都では2006年4月1日で終了し、それ以外では2006年3月29日であった。
番組は、四季折々の風景を織り成す京都の原風景を、毎月の季節の行事に沿いながら、女優・緒川たまきの案内で綴る紀行形式の番組だった。
ニッポン放送がスペシャルウィークの場合、特別番組を放送したため、KBS京都のみ通常通り放送し、その他では休止していた。

## 放送局
- ニッポン放送　毎週水曜20時 - 20時30分
- 茨城放送　毎週水曜20時 - 20時30分
- 栃木放送　毎週水曜20時 - 20時30分
- ラジオ沖縄　毎週水曜20時 - 20時30分
- KBS京都ラジオ　毎週土曜16時 - 16時30分

## 関連番組
- 京都おしゃべり茶屋